# Clear Lake (Wisconsin)
Clear Lake è un comune degli Stati Uniti, situato in Wisconsin, nella Contea di Polk.